# Alexander Ferlazzo
Alexander Michael Ferlazzo, född 3 april 1995 i Townsville, är en australisk rodelåkare.

## Karriär
Ferlazzo tävlade för Australien vid olympiska vinterspelen 2014 i Sotji, där han slutade på 33:e plats i herrarnas singel. Vid olympiska vinterspelen 2018 i Pyeongchang slutade Ferlazzo på 28:e plats i herrarnas singel.
Vid olympiska vinterspelen 2022 i Peking slutade Ferlazzo på 16:e plats i herrarnas singel.